# Torre d'Èguet

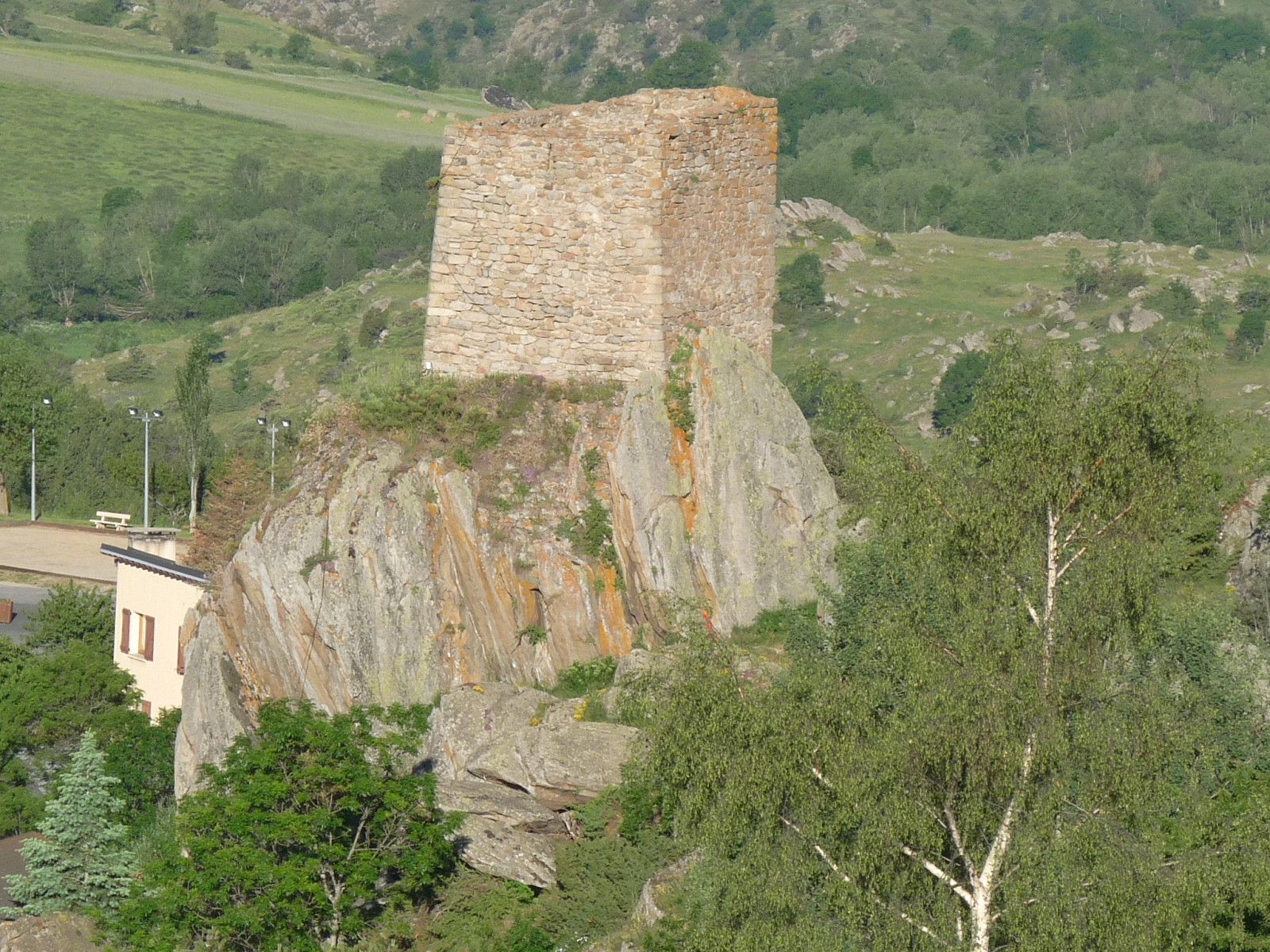
La Torre d'Èguet

La Torre d'Èguet és una antiga fortificació medieval de la comuna d'Èguet, a la comarca de l'Alta Cerdanya, de la Catalunya del Nord. És una torre massissa, quadrada, de factura primitiva. Està situada damunt al nord del nucli vell del poble d'Èguet, en el vessant sud-oest del turó on avui s'obre la urbanització del Coll del Beç. És en un petit esperó rocós quasi als peus d'aquest turó, arran de poble mateix: és a 140 metres en línia recta de l'església parroquial. El seu ús deriva del Camí d'Angostrina, que passava pels peus de la torre.
La Torre d'Èguet és l'únic element que roman dempeus de l'antic castell dels comtes de Cerdanya a Èguet. El castrum de Eguet és esmentat en un document del 1294, però la torre conservada és clarament anterior.